# 존 퍼드 (극작가)
존 퍼드(John Ford, 1586년 ~ 1639년 경)는 영국의 재커비언과 캐럴라인 시대의 극작가이자 시인으로 “영국 르네상스 시대의 마지막 주요 작가”라고 알려져 있다. 1586년 영국 데본셔 일싱턴에서 오랜 전통을 가진 부유한 가문의 토머스 퍼드와 엘리자베스 퍼드의 둘째 아들로 태어났다. 1601년에서 1602년까지 옥스퍼드 엑세터 대학에 다닌 것으로 알려져 있고 1602년 16세에 런던 4개 법학원 중 하나인 미들 템플에 입학해 여러 해 동안 법을 공부했다고 한다. 퍼드는 극작품을 쓰기 전, 1606년에서 1620년 사이에 ＜사랑의 승리(Love Triumphant)＞(1606), ＜황금 평균(The Golden Mean)＞(1613), 그리고 ＜생명의 선(A Line of Life)＞(1620)을 포함해 여러 편의 산문을 썼다. 그가 극작품을 쓰기 시작한 것은 1621년부터인데 1625년부터는 단독으로 집필을 시작해 약 12편의 작품을 썼다. 극작가로서의 명성은 단독으로 집필한 2편의 작품에서 기인하는데 바로 ＜안타깝게도 그녀가 창녀라니(‘Tis Pity She’s a Whore)＞(1625∼1633)와 ＜상심(The Broken Heart)＞(1629)이다. 이 두 작품에서 퍼드는 끔찍하고 선정적인 주제를 솔직한 문체로 표현하고 있다. 마지막 작품이라고 알려진 ＜레이디의 시련＞이 출판된 1639년 이후 퍼드의 활동에 대해서는 알려진 것이 없고 그의 죽음과 관련된 기록도 없다. 1642년, 그가 죽고 얼마 지나지 않아 청교도 영향 아래 있던 의회가 런던 극장들을 폐쇄하고 그 결과 영국 극문학도 침체기를 맞이하게 되는데 그의 작품에는 청교도 혁명을 앞둔 영국 사회의 불안과 기존 가치의 붕괴 양상이 잘 반영되어 있다.